# Gerhard Brockmüller
Gerhard Brockmüller (Amt Neuhaus, 12 de marzo de 1941) es un jinete de la RDA que compitió en la modalidad de doma. Ganó una medalla de bronce en el Campeonato Mundial de Doma de 1970, y una medalla de plata en el Campeonato Europeo de Doma de 1969.

## Palmarés internacional
| Campeonato Mundial | Campeonato Mundial | Campeonato Mundial | Campeonato Mundial |
| Año                | Lugar              | Medalla            | Categoría          |
| ------------------ | ------------------ | ------------------ | ------------------ |
| 1970               | Aquisgrán (RFA)    | Medalla de bronce  | Por equipos        |
| Campeonato Europeo |                    |                    |                    |
| Año                | Lugar              | Medalla            | Categoría          |
| 1969               | Wolfsburgo (RFA)   | Medalla de plata   | Por equipos        |